# Мартин-Лонгу

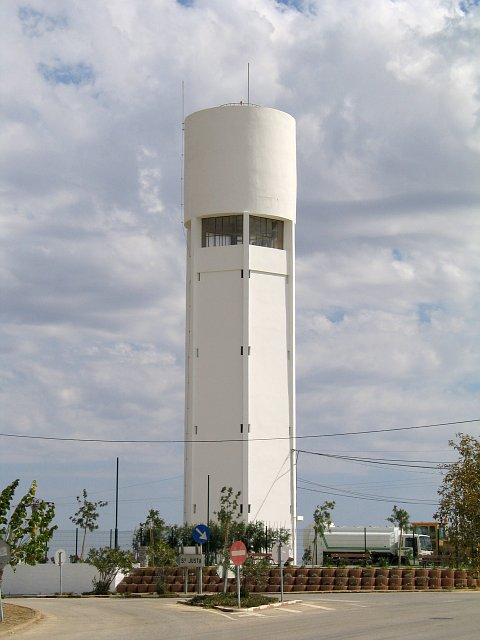
Водонапорня башня в Мартин - Лонгу

Мартин-Лонгу (порт. Martim Longo)  —  район (фрегезия) в Португалии,  входит в округ Фару. Является составной частью муниципалитета  Алкотин. По старому административному делению входил в провинцию Алгарве (регион). Входит в экономико-статистический  субрегион Алгарве, который входит в Алгарве. Население составляет 1384 человека на 2001 год. Занимает площадь 134,14 км².

## Достопримечательности
- Замок на холме Санта-Жушта (Castelo do Santa Justa)
- Церковь Мартин-Лонгу (Igreja de Martim Longo)